# Lepe
Lepe là một đô thị ở tỉnh Huelva, ở cộng đồng tự trị Andalusia. Thị xã này nằm gần biên giới Bồ Đào Nha. Theo điều tra dân số năm 2006, thị xã này có dân số 23.781 người. Kinh tế của thị xã này trước đây dựa vào ngư nghiệp nhưng nay đã dựa vào nghề trồng dâu tây
Thị trấn được thành lập bởi người Phoenicia. It is also famous for being the subject of innumerable Spanish 'Irishman' jokes.
Thị xã này có Iglesia de Santo Domingo de Guzmán xây theo phong cách Mudéjar vào thế kỷ 14. Công trình Torre Almenera del Catalan được xây dưới thời Felipe II vào thế kỷ 16, là một tháp canh quan sát sự thâm nhập của hải tặc Berber.